# 本巢郡
本巢郡（日语：／ Motosu gun */?）為岐阜縣管轄的一郡。人口17,667 人、面積5.17 km²。（2003年）
現在管轄有以下1町。
- 北方町（きたがたちょう）